# 천마총 자루솥
천마총 자루솥(天馬塚 鐎斗)은 대한민국 경상북도 경주시의 국립경주박물관에 있는 신라시대의 유물이다. 1978년 12월 7일 대한민국의 보물 제622호로 지정되었다.

## 개요
천마총은 경주 황남동고분 제155호 무덤으로 1973년 발굴하여 금관, 팔찌 등 많은 귀중한 유품들과 함께 천마 그림이 발견되어 천마총이라 부르게 되었다.
천마총 자루솥(天馬塚 鐎斗)은 술, 음식, 약들을 끓이거나 데우는데 사용하던 그릇으로, 대부분 왕릉을 비롯한 큰 무덤에서만 출토된다.
이 청동 초두는 높이 20.5㎝, 몸통 지름 18㎝, 손잡이 길이 13㎝의 크기이다. 전체 형태는 납작한 구형의 몸통에 뚜껑을 덮은 형식으로, 밑에는 3개의 동물 모양 다리가 달렸다.
몸통에는 가로로 한 줄이 돌려 있고 이 위에 휘어진 뿔이 달린 양머리 모양의 액체를 따르는 주구가 달려 있다. 이와 직각되는 위치에 손잡이가 달렸는데, 모가 나 있고 속이 비어 있을 뿐 아니라, 끝에 못 구멍이 있는 점으로 보아 필요에 따라 나무 손잡이를 더 꽂아 사용했던 것 같다. 뚜껑 위에는 꽃봉오리 모양의 꼭지가 있고, 손잡이 위에서 경첩으로 몸통에 연결하여 여닫게 만들었다.
몸통 크기, 다리 높이, 손잡이 길이가 조화를 이루고 있으며, 양 머리 모양의 주구 형식은 사실적으로 표현되었다.

## 같이 보기
- 천마총

## 참고 자료
- 천마총 자루솥 - 국가유산청 국가유산포털